# Krisztián Tóth
Krisztián Tóth (Darmstadt, Alemania, 1 de mayo de 1994) es un deportista húngaro que compite en judo.
Participó en dos Juegos Olímpicos de Verano, en los años 2016 y 2020, obteniendo una medalla de bronce en Tokio 2020, en la categoría de –90 kg.
Ganó dos medallas en el Campeonato Mundial de Judo, plata en 2014 y bronce en 2021, y cinco medallas en el Campeonato Europeo de Judo entre los años 2014 y 2024.
Fue el abanderado de Hungría en la ceremonia de apertura de los Juegos Olímpicos de París 2024 junto con la jugadora de balonmano Blanka Bíró.

## Palmarés internacional
| Juegos Olímpicos   | Juegos Olímpicos      | Juegos Olímpicos  | Juegos Olímpicos |
| Año                | Lugar                 | Medalla           | Categoría        |
| ------------------ | --------------------- | ----------------- | ---------------- |
| 2020               | Tokio (Japón)         | Medalla de bronce | –90 kg           |
| Campeonato Mundial |                       |                   |                  |
| Año                | Lugar                 | Medalla           | Categoría        |
| 2014               | Cheliábinsk (Rusia)   | Medalla de plata  | –90 kg           |
| 2021               | Budapest (Hungría)    | Medalla de bronce | –90 kg           |
| Campeonato Europeo |                       |                   |                  |
| Año                | Lugar                 | Medalla           | Categoría        |
| 2014               | Montpellier (Francia) | Medalla de bronce | –90 kg           |
| 2016               | Kazán (Rusia)         | Medalla de plata  | –90 kg           |
| 2021               | Lisboa (Portugal)     | Medalla de bronce | –90 kg           |
| 2023               | Montpellier (Francia) | Medalla de bronce | –90 kg           |
| 2024               | Zagreb (Croacia)      | Medalla de plata  | –90 kg           |